# Torpédový bombardér

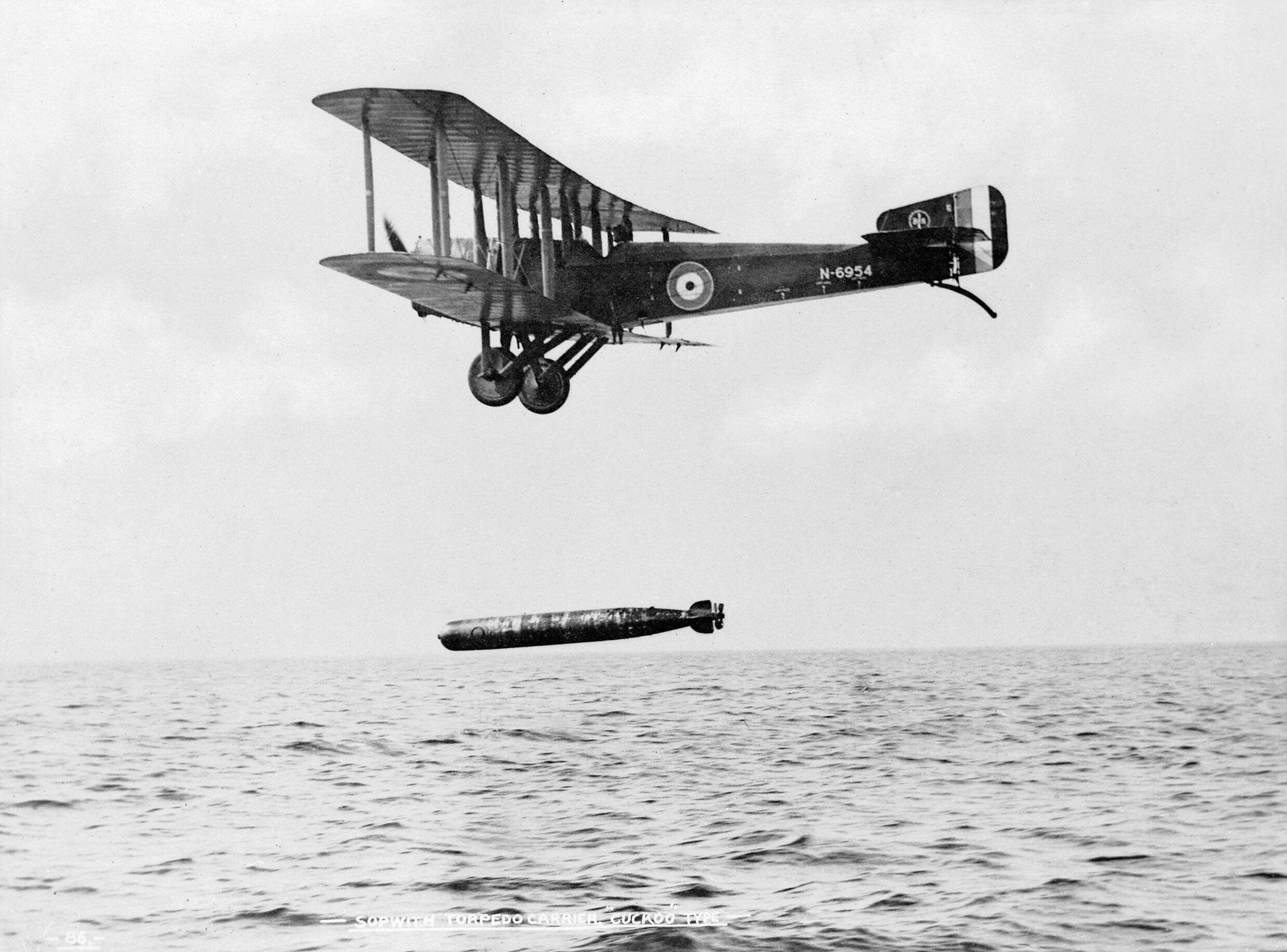
Jeden z prvních torpédových bombardérů Sopwith Cuckoo shazuje torpédo

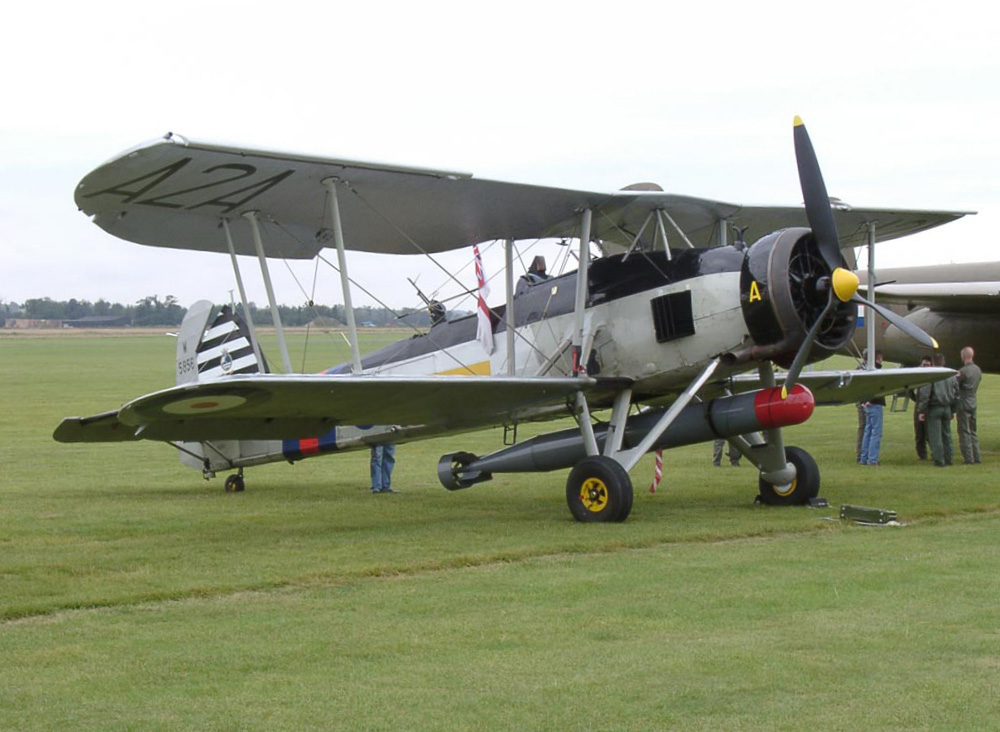
Slavný torpédový bombardér Fairey Swordfish

Torpédový bombardér byl typ bombardovacího letadla určeného speciálně k útokům na lodě pomocí torpéd. První torpédové bombardéry byly vyvinuty již během první světové války, v meziválečném období byla propracována vojenská taktika jejich nasazení a období své největší slávy zažily v námořních bitvách druhé světové války. Po ní byly velice rychle nahrazeny novými, účinnějšími zbraňovými systémy (hlavně protilodními střelami), které mohly nosit konvenční bombardéry. Kvůli své vysoké hmotnosti bývalý dříve často dvouplošníky, někdy i trojplošníky.